# زلزال غيسبورن 2007
زلزال غيسبورن 2007 هو زلزالٌ وقعَ في غيسبورن ‏ في نيوزيلندا بتاريخ 20 ديسمبر 2007.